# Koronowo
Koronowo este un municipiu (gmina) în Polonia.